# Erstes Buch Sozialgesetzbuch
Das Sozialgesetzbuch Erstes Buch (SGB I) – Allgemeiner Teil –  oder Erstes Buch Sozialgesetzbuch stellt grundsätzliche Regelungen zur sozialen Sicherheit in Deutschland auf. Die sozialen Rechte, die einzelnen Sozialleistungen und die zuständigen Sozialleistungsträger werden benannt. Es folgen gemeinsame Vorschriften für alle Sozialleistungsbereiche, die Grundsätze des Leistungsrechts und die Mitwirkungspflichten der Leistungsberechtigten.

## Geschichte
Vor dem Inkrafttreten des Sozialgesetzbuchs war seit dem 19. Juli 1911 die Reichsversicherungsordnung (RVO) gesetzliche Grundlage der Sozialversicherung. Nach dem Zweiten Weltkrieg wurde die RVO durch viele Ergänzungen und Sonderbestimmungen immer unübersichtlicher. Deshalb wurden ab 1975 immer wieder Teile der RVO durch Bücher des Sozialgesetzbuches abgelöst. Bis heute sind noch immer nicht alle Sozialleistungsgesetze in das Sozialgesetzbuch redaktionell eingeordnet, sondern wurden und werden zu besonderen Teilen des Sozialgesetzbuches erklärt (§ 68 SGB I). Dies sind u. a. das Bundesausbildungsförderungsgesetz, die Reichsversicherungsordnung, das Gesetz über die Alterssicherung der Landwirte, das Gesetz über die Krankenversicherung der Landwirte, das Unterhaltsvorschussgesetz und das Bundesversorgungsgesetz.

## Ziel und Aufgaben
Die Aufgaben werden in § 1 Abs. 1 SGB I wie folgt beschrieben:

„Das Recht des Sozialgesetzbuchs soll zur Verwirklichung sozialer Gerechtigkeit und sozialer Sicherheit Sozialleistungen einschließlich sozialer und erzieherischer Hilfen gestalten. Es soll dazu beitragen, ein menschenwürdiges Dasein zu sichern, gleiche Voraussetzungen für die freie Entfaltung der Persönlichkeit, insbesondere auch für junge Menschen, zu schaffen, die Familie zu schützen und zu fördern, den Erwerb des Lebensunterhalts durch eine frei gewählte Tätigkeit zu ermöglichen und besondere Belastungen des Lebens, auch durch Hilfe zur Selbsthilfe, abzuwenden oder auszugleichen.“

## Soziale Rechte in den einzelnen Versicherungszweigen
Nach dem Recht der gesetzlichen Krankenversicherung können in Anspruch genommen werden (§ 21 SGB I, § 11 SGB V): Leistungen zur Verhütung, Früherkennung und Behandlung von Krankheiten sowie medizinische Rehabilitation, ferner Lohnersatzleistungen wie das Krankengeld für die Dauer einer Arbeitsunfähigkeit oder Reha-Maßnahmen. Ansprüche bestehen auch bei Schwangerschaft, Mutterschaft (Mutterschaftsgeld und häusliche Pflege) und zur Familienplanung sowie bei rechtmäßigen Schwangerschaftsabbrüchen.
Zuständig sind die Orts-, Betriebs- und Innungskrankenkassen, die Sozialversicherung für Landwirtschaft, Forsten und Gartenbau als landwirtschaftliche Krankenkasse, die Deutsche Rentenversicherung Knappschaft-Bahn-See und die Ersatzkassen.
Nach dem Recht der sozialen Pflegeversicherung können in Anspruch genommen werden (§ 21a SGB I, § 4 SGB XI):  Dienst-, Sach- und Geldleistungen für den Bedarf an Grundpflege und hauswirtschaftlicher Versorgung. Art und Umfang der Leistungen richten sich nach der Schwere der Pflegebedürftigkeit (Pflegestufe I bis III) und danach, ob häusliche, teilstationäre oder vollstationäre Pflege in Anspruch genommen wird.
Bei häuslicher und teilstationärer Pflege ergänzen die Leistungen der Pflegeversicherung nur die familiäre, nachbarschaftliche oder sonstige ehrenamtliche Pflege und Betreuung. Die Versorgung durch ambulante Pflegedienste oder die Auszahlung eines festen monatlichen Pflegegeldbetrags decken daher nicht notwendig den tatsächlichen Pflegeaufwand ab.
Bei teil- und vollstationärer Pflege werden die Pflegebedürftigen nur von Aufwendungen entlastet, die für ihre Versorgung nach Art und Schwere der Pflegebedürftigkeit erforderlich sind (pflegebedingte Aufwendungen), die Aufwendungen für Unterkunft und Verpflegung müssen sie dagegen selbst tragen. Eine steigende Anzahl der in Pflegeheimen untergebrachten Personen können diese Kosten nicht aus eigenen Mitteln wie einer Alters- oder Hinterbliebenenrente aufbringen und benötigen ergänzend Hilfe zur Pflege nach dem SGB XII. Vielfach werden dann die Kinder von den Sozialleistungsträgern auf Elternunterhalt in Anspruch genommen.
Für die Leistungen der sozialen Pflegeversicherung  sind die bei den Krankenkassen errichteten Pflegekassen zuständig.
Nach dem Recht der gesetzlichen Unfallversicherung können in Anspruch genommen werden (§ 22 SGB I, § 26 SGB VII): Maßnahmen zur Verhütung von Arbeitsunfällen, Berufskrankheiten und arbeitsbedingten Gesundheitsgefahren und zur Ersten Hilfe sowie Maßnahmen zur Früherkennung von Berufskrankheiten und arbeitsbedingten Gesundheitsgefahren, im Versicherungsfall außerdem Heilbehandlung, Leistungen zur Sicherung eines den Neigungen und Fähigkeiten des Versicherten entsprechenden Platz im Arbeitsleben sowie Maßnahmen zur Erleichterung der Verletzungsfolgen einschließlich wirtschaftlicher Hilfen und  Hilfen bei Pflegebedürftigkeit.
Zuständig sind die gewerblichen Berufsgenossenschaften, die Sozialversicherung für Landwirtschaft, Forsten und Gartenbau als landwirtschaftliche Berufsgenossenschaft, die Gemeindeunfallversicherungsverbände, die Feuerwehr-Unfallkassen, die Eisenbahn-Unfallkasse, die Unfallkasse Post und Telekom, die Unfallkassen der Länder und Gemeinden, die gemeinsamen Unfallkassen für den Landes- und kommunalen Bereich und die Unfallkasse des Bundes.
Die Unfallversicherungsträger können von den Krankenkassen Auskunft über die Behandlung, den Zustand sowie über Erkrankungen und frühere Erkrankungen des Versicherten verlangen. Der Versicherte kann seinerseits vom Unfallversicherungsträger verlangen, über die von den Krankenkassen übermittelten Daten unterrichtet zu werden. Der Unfallversicherungsträger hat den Versicherten auf das Recht, auf Verlangen über die von den Krankenkassen übermittelten Daten unterrichtet zu werden, hinzuweisen (§ 188 SGB VII).
Nach dem Recht der gesetzlichen Rentenversicherung einschließlich der Alterssicherung der Landwirte können in Anspruch genommen werden (§ 23 SGB I): Heilbehandlung, Leistungen zur Teilhabe am Arbeitsleben und andere Leistungen zur Erhaltung, Besserung und Wiederherstellung der Erwerbsfähigkeit einschließlich wirtschaftlicher Hilfen, Renten wegen Alters, verminderter Erwerbsfähigkeit oder Todes sowie Zuschüsse zu den Aufwendungen für die Krankenversicherung.
Zuständig sind in der allgemeinen Rentenversicherung die Regionalträger, die Deutsche Rentenversicherung Bund und die Deutsche Rentenversicherung Knappschaft-Bahn-See, in der knappschaftlichen Rentenversicherung die Deutsche Rentenversicherung Knappschaft-Bahn-See, in der Alterssicherung der Landwirte die Sozialversicherung für Landwirtschaft, Forsten und Gartenbau als landwirtschaftliche Alterskasse.
Nach dem Recht der Arbeitsförderung können in Anspruch genommen werden (§ 19SGB I): Berufs- und Arbeitsmarktberatung, Ausbildungs- und Arbeitsvermittlung, Leistungen zur Aktivierung und beruflichen Eingliederung, zur Berufswahl und Berufsausbildung, zur beruflichen Weiterbildung, zur Aufnahme einer Erwerbstätigkeit, zum Verbleib in Beschäftigung, der Teilhabe behinderter Menschen am Arbeitsleben sowie Arbeitslosengeld bei beruflicher Weiterbildung (Maßnahmen der aktiven Arbeitsförderung, § 3 Abs. 2 SGB III), ferner Arbeitslosengeld (ALG I) und Insolvenzgeld.
Zuständig sind die Agenturen für Arbeit und die sonstigen Dienststellen der Bundesagentur für Arbeit.
Das Arbeitslosengeld II (ALG II, „Hartz IV“) ist keine Versicherungs-, sondern eine staatliche Transferleistung, die nicht aus zuvor entrichteten Beiträgen, sondern aus dem allgemeinen Steueraufkommen erbracht wird. Sie bezweckt in erster Linie, es den Leistungsberechtigten zu ermöglichen, ein menschenwürdiges Leben zu führen (§ 1 Abs. 1 SGB II). Es ist deshalb im SGB II gesondert geregelt.

## Grundsätze der Leistungserbringung
Gegenstand der sozialen Rechte sind Dienst-, Sach- und Geldleistungen (Sozialleistungen) (§ 11 SGB I).
Die Voraussetzungen und der Inhalt der von den Leistungsträgern an die Leistungsberechtigten zu erbringenden Sozialleistungen wird als Leistungsrecht, die Rechtsbeziehungen zwischen den Leistungsträgern und den Leistungserbringern als Leistungserbringungsrecht bezeichnet.
Wer das fünfzehnte Lebensjahr vollendet hat, kann Anträge auf Sozialleistungen stellen und verfolgen sowie Sozialleistungen entgegennehmen. Der Leistungsträger soll dann allerdings den gesetzlichen Vertreter über die Antragstellung und die erbrachten Sozialleistungen unterrichten (§ 36 SGB I).
Bei der Inanspruchnahme sozialer Rechte darf niemand aus Gründen der Rasse, wegen der ethnischen Herkunft oder einer Behinderung benachteiligt werden (§ 33c SGB I).
Leistungen in der gesetzlichen Kranken- und Rentenversicherung, nach dem Recht der Arbeitsförderung sowie in der sozialen Pflegeversicherung werden in der Regel auf Antrag erbracht, Leistungen in der gesetzlichen Unfallversicherung dagegen von Amts wegen (§ 19 SGB IV).
Anträge auf Sozialleistungen müssen beim zuständigen Leistungsträger gestellt werden. Sie werden aber auch von allen anderen Leistungsträgern entgegengenommen. Gehen Anträge bei einem unzuständigen Leistungsträger ein, so muss dieser sie unverzüglich an den zuständigen weiterleiten. Ist die Sozialleistung von einem Antrag abhängig, gilt der Antrag als zu dem Zeitpunkt gestellt, in dem er bei dem anderen Leistungsträger eingegangen ist (§ 16 SGB I).
Die Leistungsträger sind außerdem verpflichtet, darauf hinzuwirken, dass  klare und sachdienliche Anträge gestellt und unvollständige Angaben gegebenenfalls ergänzt werden (Amtsermittlungsgrundsatz).
Auf Sozialleistungen besteht ein Anspruch, soweit nicht die Leistungsträger in den einzelnen Versicherungszweigen ermächtigt sind, nach ihrem Ermessen zu handeln (§ 38SGB I). Leistungen der aktiven Arbeitsförderung sind zum Teil Ermessensleistungen (§ 3 Abs. 3 SGB III) oder die Entscheidung über Art, Umfang und Durchführung einer Heilbehandlung zulasten der gesetzlichen Unfallversicherung (§ 26 Abs. 5 SGB VII).
Ansprüche auf Sozialleistungen entstehen und werden fällig, sobald ihre im Gesetz oder auf Grund eines Gesetzes bestimmten Voraussetzungen vorliegen (§ 41 f. SGB I). Das ist im Allgemeinen derjenige Zeitpunkt, in dem sich das versicherte Risiko verwirklicht und der Versicherungsfall eintritt, etwa das Auftreten einer behandlungsbedürftigen Erkrankung oder das Erreichen der Altersgrenze für eine Rente wegen Alters. 
Das von den Sozialleistungsträgen auf Antrag oder von Amts wegen durchzuführende Verwaltungsverfahren, das auf den Erlass eines Leistungsbescheids (Leistungsbewilligung oder -versagung) abzielt, beurteilt sich nach dem SGB X.
Im Verfahren hat jeder Versicherte Anspruch darauf, dass die ihn betreffenden Sozialdaten (§ 67 Abs. 1 SGB X) von den Leistungsträgern nicht unbefugt erhoben, verarbeitet oder genutzt werden (Sozialgeheimnis). Die Wahrung des Sozialgeheimnisses umfasst auch die Verpflichtung, innerhalb des Leistungsträgers sicherzustellen, dass die Sozialdaten nur Befugten zugänglich sind oder nur an diese weitergegeben werden (§ 35SGB I).
Wer Sozialleistungen beantragt oder erhält, hat im Rahmen der Verhältnismäßigkeit und der Zumutbarkeit bei der Ermittlung des leistungserheblichen Sachverhalts mitzuwirken. Es müssen alle relevanten Tatsachen angegeben werden, auch wenn sie sich im Nachhinein ändern. Gegebenenfalls müssen auch Beweisurkunden vorgelegt werden (§ 60 ff. SGB I), beispielsweise eine AU-Bescheinigung bei der Krankenkasse.
Bei einem Verstoß gegen die Mitwirkungspflicht kann der Leistungsträger ohne weitere Ermittlungen die Leistung ganz oder teilweise versagen oder entziehen (§ 66 SGB I), es sei denn, die versäumte Mitwirkung wird nachgeholt (§ 67 SGB I).
Geldleistungen werden in der Regel kostenfrei auf ein Konto des Empfängers überwiesen (§ 47 SGB I). Nach einem Beschluss des Europäischen Parlaments vom April 2014  sollte es zu diesem Zweck künftig für alle EU-Bürger ein Jedermann-Konto geben.